# Nair Benedicto
Nair Benedito (1940-), fotógrafa paulista, formou-se em Rádio e Televisão pela Universidade de São Paulo em 1972, ano em que iniciou sua carreira de fotógrafa profissional trabalhando para a Alfa Comunicações.
Foi a primeira mulher a participar de manifestações na década de 1970, até então só feita por homens.
Em seu trabalho como fotografa, Nair Benedito modificou com enorme sensibilidade a visão que se tinha das classes minoritárias, fotografando a cultura popular noturna, embrenhando-se em forrós populares, dissecando a posição de mulher.
Em 1979, funda a Agência F4 de Fotojornalismo, junto com Juca Martins Delfim Martins e Ricardo Malta. A F4 foi uma das primeiras agências do país.
Iniciando pelos índios e continuando pelos trabalhadores sem-terra, Nair Benedicto tem prosseguido seu trabalho progressista que permite uma nova visão da população brasileira, e, uma nova visão do fotojornalismo. Foi delegada pela Unicef, durante 1988 e 89, para registrar a situação da mulher e criança na América Latina.
Seus trabalhos foram publicados nas revistas: Veja, IstoÉ, Marie Claire, Claudia, Ícaro, Vaccance, Stern, Paris-Match, BBC-Ilustré, Zoom, NewsWeek, Time, GeoMagazinbe, SouthMagazine, Nuova Ecologia, Ecos, Science, Figaro Magazine.
Suas fotografias integram os acervos do MoMa, de Nova Iorque, do Smithsonian Institute, em Washington, do MAM/RJ e da Coleção Masp-Pirelli Realizou exposições em São Paulo, Rio de Janeiro e em outros países como França, Espanha, Cuba, Itália, Estados Unidos, Suíça, Equador e México.
Em 1991 desligou-se da F4 para fundar a N Imagens.